# Orden jugoslavenske zastave
Orden jugoslavenske zastave bilo je odlikovanje SFRJ s pet stupnjeva. Orden je osnovao Josip Broz Tito 26. studenog 1947. (osim drugog stupnja koje je osnovano 1955.). Orden se dodjeljivao za zasluge u razvijanju i učvršćivanju miroljubive suradnje i prijateljskih odnosao između SFRJ i drugih država, te osobite zasluge na radu na razvijanju svijesti građana u borbi za nezavisnost zemlje.
Orden je imao pet stupnjeva: 
- Orden jugoslavenske zastave s lentom (ranije Orden jugoslavenske zastave I. red)

8. u važnosnom slijedu odlikovanja. Dodijeljeno je 1421 komada.
- Orden jugoslavenske zastave sa zlatnim vijencem (ranije Orden jugoslavenske zastave II. red)

19. u važnosnom slijedu odlikovanja. Osnovano je 14. studenog 1955. godine. Dodijeljeno je 1300 komada.
- Orden jugoslavenske zastave sa zlatnom zvijezdom na ogrlici (ranije Orden jugoslavenske zastave III. red)

28. u važnosnom slijedu odlikovanja. Dodijeljeno je 1443 komada.
- Orden jugoslavenske zastave sa zlatnom zvijezdom (ranije Orden jugoslavenske zastave IV. red)

32. u važnosnom slijedu odlikovanja. Dodijeljeno je 955 komada.
- Orden jugoslavenske zastave sa srebrnom zvijezdom (ranije Orden jugoslavenske zastave V. red)

35. u važnosnom slijedu odlikovanja. Dodijeljeno je 769 komada.
- Orden jugoslavenske zastave sa zlatnom zvijezdom na ogrlici
- Orden jugoslavenske zastave sa zlatnom zvijezdom
- Orden jugoslavenske zastave sa srebrnom zvijezdom